# Riedelia epiphytica
Riedelia epiphytica är en enhjärtbladig växtart som beskrevs av Theodoric Valeton. Riedelia epiphytica ingår i släktet Riedelia och familjen Zingiberaceae. Inga underarter finns listade i Catalogue of Life.